# Raoul le Noir
Raoul le Noir (en latin Radulfus Niger, en anglais Ralph the Black) est un théologien et chroniqueur anglo-normand du XIIe siècle, né vers 1140 à Bury St Edmunds (Suffolk), mort peu après 1200.

## Biographie et œuvre
Étudiant à Paris dans les années 1160, il suivit les leçons de Jean de Salisbury et de Girard la Pucelle. Il fit partie de l'entourage de l'archevêque Thomas Becket pendant son exil en France (1164 - 1170). Après l'assassinat du prélat, il fut maître de rhétorique et de dialectique à Paris et ne retourna en Angleterre qu'après la mort du roi Henri II (1189). Il y devint chanoine de la cathédrale de Lincoln.
Il est l'auteur de deux Chroniques en latin : l'une intitulée Chronicon succinctum de vitis imperatorum et tam Franciæ quam Angliæ regum allant jusqu'en 1178 et continuée par Raoul de Coggeshall, et l'autre intitulée Chronicon ab initio mundi ad annum 1199. Traitant du conflit entre Henri II et Thomas Becket, il prend fortement parti pour le second. Dans un traité politique intitulé Moralia regum, dédié à Philippe Auguste, il expose les enseignements à tirer selon lui des Livres des Rois et présente l'institution de la royauté chez les Hébreux comme une dégénérescence de ce peuple et une abdication de sa liberté. En 1188, dans un texte intitulé De re militari, alors que se prépare la Troisième croisade, il critique le principe des croisades en se fondant sur la Bible. Un autre traité appelé Philippicus ou De interpretationibus Hebræorum nominum a été composé avec la collaboration d'un Juif converti d'York. Il s'est occupé également de liturgie et a composé des messes.

## Éditions
- Hanna Krause (éd.), Chronica. Eine englische Weltchronik des 12. Jahrhunderts, Peter Lang, Francfort-sur-le-Main, Berne, New York, 1985.
- Ludwig Schmugge (éd.), De re militari et triplici via peregrinationis Jerosolimitanæ, de Gruyter, Berlin, New York, 1977.